# Wilhelm Merz

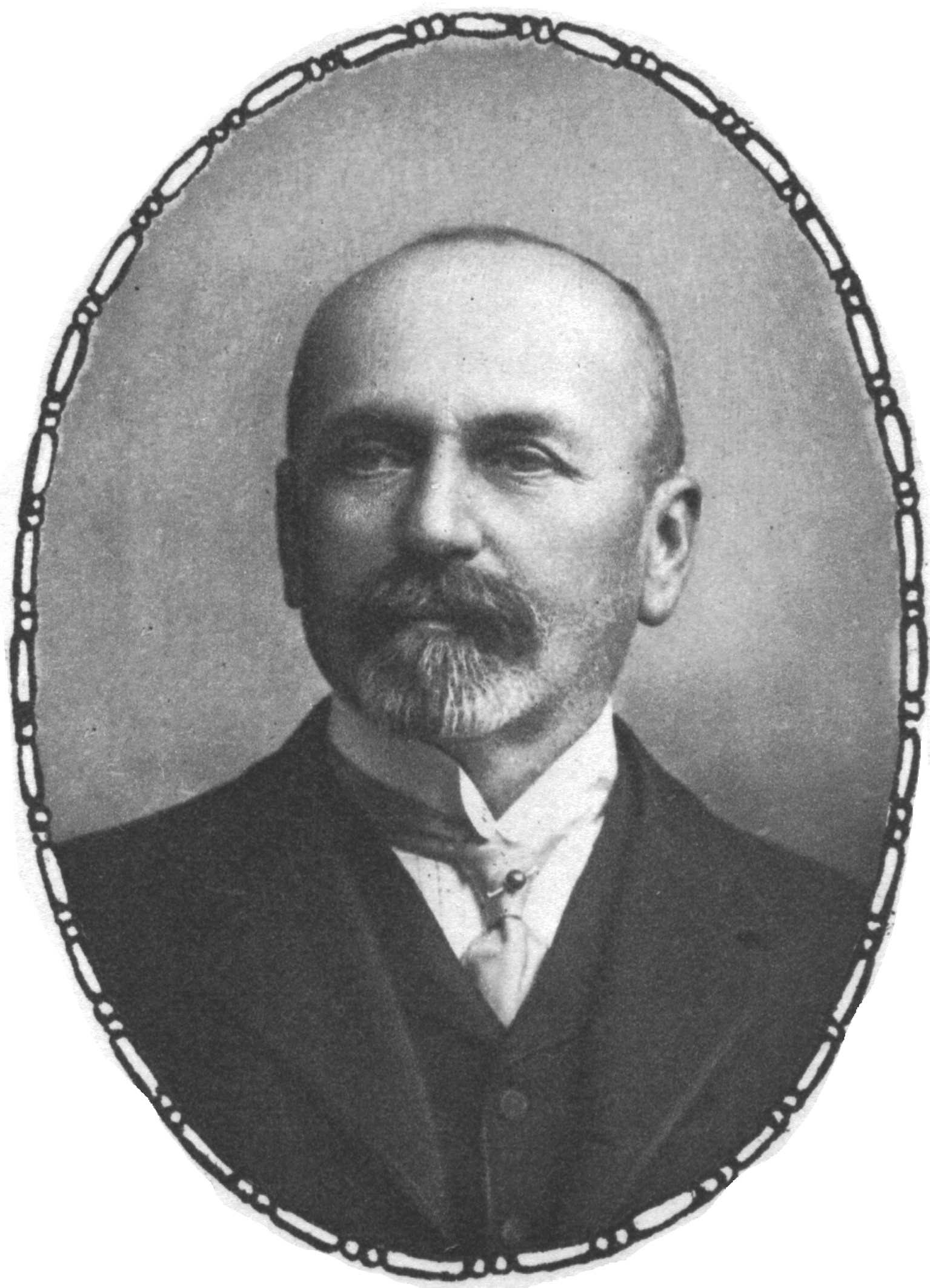
Wilhelm Merz, ca. 1910

Ludwig Wilhelm Merz (* 1. März 1849 in Aalen; † 9. Juli 1922 in Heidelberg) war ein deutscher Ingenieur, Zement-Pionier und Sozialreformer.

## Leben

### Herkunft und Jugend

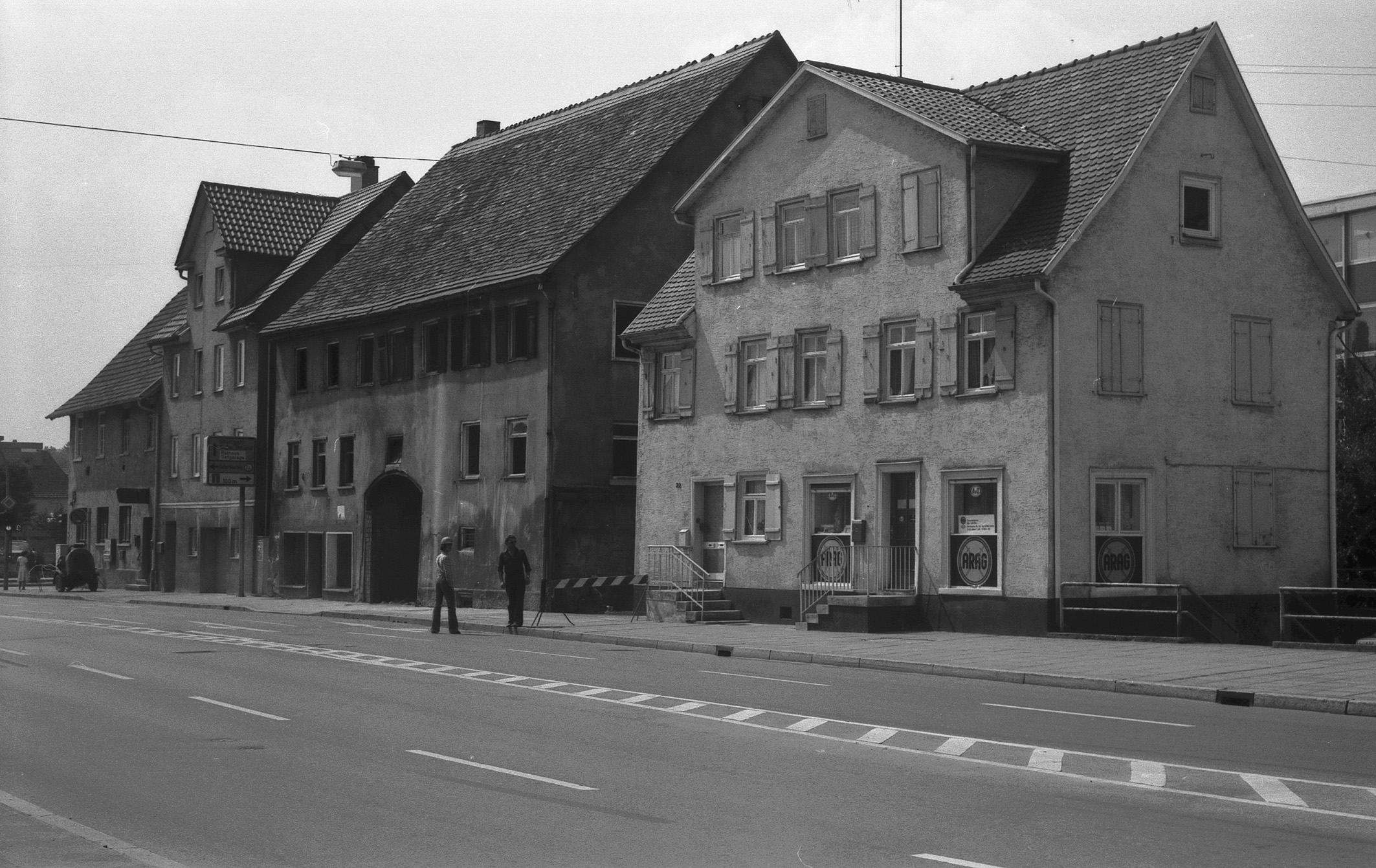
Haus des Fuhrunternehmers Anton Merz in der Schillerstr. 8 in Aalen

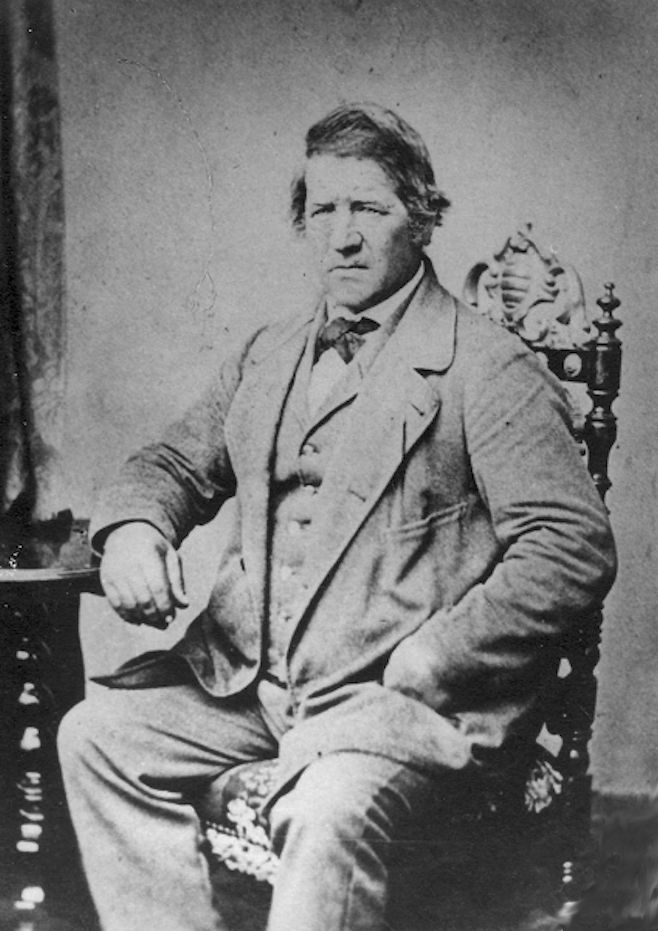
Anton Merz, 1850

Ludwig Wilhelm Merz wurde als ältester Sohn der Familie Merz in Aalen geboren. Seine Eltern waren die Eheleute Anton (1813–1873) und Sybille Elisabeth Merz, geborene Arnold (1807–1869), die den Fuhrbetrieb Ebert führten. Seine Geschwister Margarethe Pauline (1847) und Julius Albert (1857) starben nur wenige Wochen nach ihrer Geburt. Vier weitere Geschwister waren aus der ersten Ehe der Mutter vorhanden. Er verbrachte seine Kindheit in Aalen und wuchs in seinem Geburtshaus in der Schillerstraße 8 auf.

### Berufsausbildung und Studium

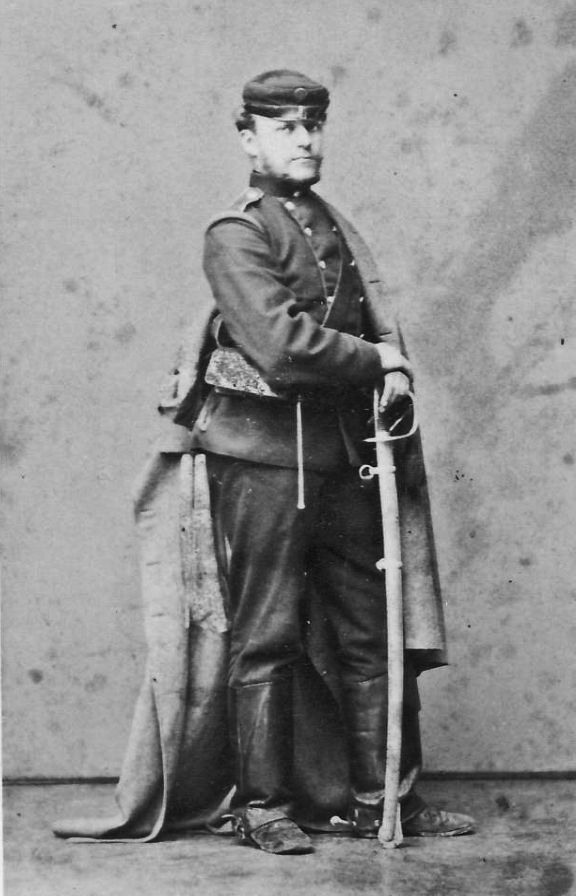
Wilhelm Merz als Soldat, 1870

Nachdem Wilhelm die Realschule in Aalen besucht hatte, ging er an die Oberrealschule in Stuttgart und erwarb dort die Maturität. Vermutlich wohnte er in dieser Zeit bei Verwandten. Danach begann er eine praktische Ausbildung in der Maschinenfabrik Zum Bruderhaus in Reutlingen sowie in der Eisenbahnhauptwerkstätte in Aalen. Der damalige Leiter der Reutlinger Maschinenfabrik war Gottlieb Daimler. Ab dem Wintersemester 1866/67 studierte er am Polytechnikum in Stuttgart, brach jedoch das Studium nach sechs Semestern ab, um als Kriegsfreiwilliger bei der Württembergischen Feldartillerie im Deutsch-Französischen Krieg zu dienen. Aus diesem kehrte er mit Auszeichnung zurück. Nach Kriegsende verbrachte er vier Jahre bei der Maschinenbau-Aktiengesellschaft in Karlsruhe. Hier traf er wieder auf seinen alten Vorgesetzten Gottlieb Daimler, der zusammen mit Wilhelm Maybach die Geschicke des Unternehmens lenkte. 1875 kehrte Merz erneut an das Polytechnikum in Stuttgart zurück, um dort nach weiteren zwei Semestern sein durch den Krieg unterbrochenes Studium zu Ende zu führen. In Cannstatt soll er auch zeitweise mit Robert Bosch und Maybach eine gemeinsame Werkstatt gehabt haben. Nachdem er seine wissenschaftliche Ausbildung abgeschlossen hatte, übernahm er eine Stelle als Ingenieur beim Gas- und Wasserwerk der Stadt Köln. Auch in der Rheinmetropole kreuzten sich die Wege mit Daimler und Maybach, die auf der gegenüberliegenden Seite des Rheins in der Gasmotorenfabrik Deutz beschäftigt waren.

### Ehe mit Emma Zeller
Die Hochzeit mit Emma Zeller (* 3. April 1853 in Brooklyn, USA; † 4. Mai 1943 in Mannheim) fand am 29. Mai 1877 in Stuttgart statt und wurde in großem Stil gefeiert. Sie stammte aus einer angesehenen Familie, ihr Vater Eduard Maximilian Zeller musste in der Revolution 1848 in die USA fliehen, kehrte aber später als Rechtsanwalt und Gemeinderat nach Stuttgart zurück. Emma brachte drei Kinder zur Welt, Antonie (* 2. Mai 1878 in Köln-Ehrenfeld; † 18. Mai 1948 in Heidelberg), Hermann Eduard (20. September 1880 in Köln-Ehrenfeld; † 13. Mai 1934 in Heidelberg) und Hedwig (2. November 1881 in Mannheim; † 26. März 1953 in Heidelberg).

### Tätigkeit in der Zementindustrie

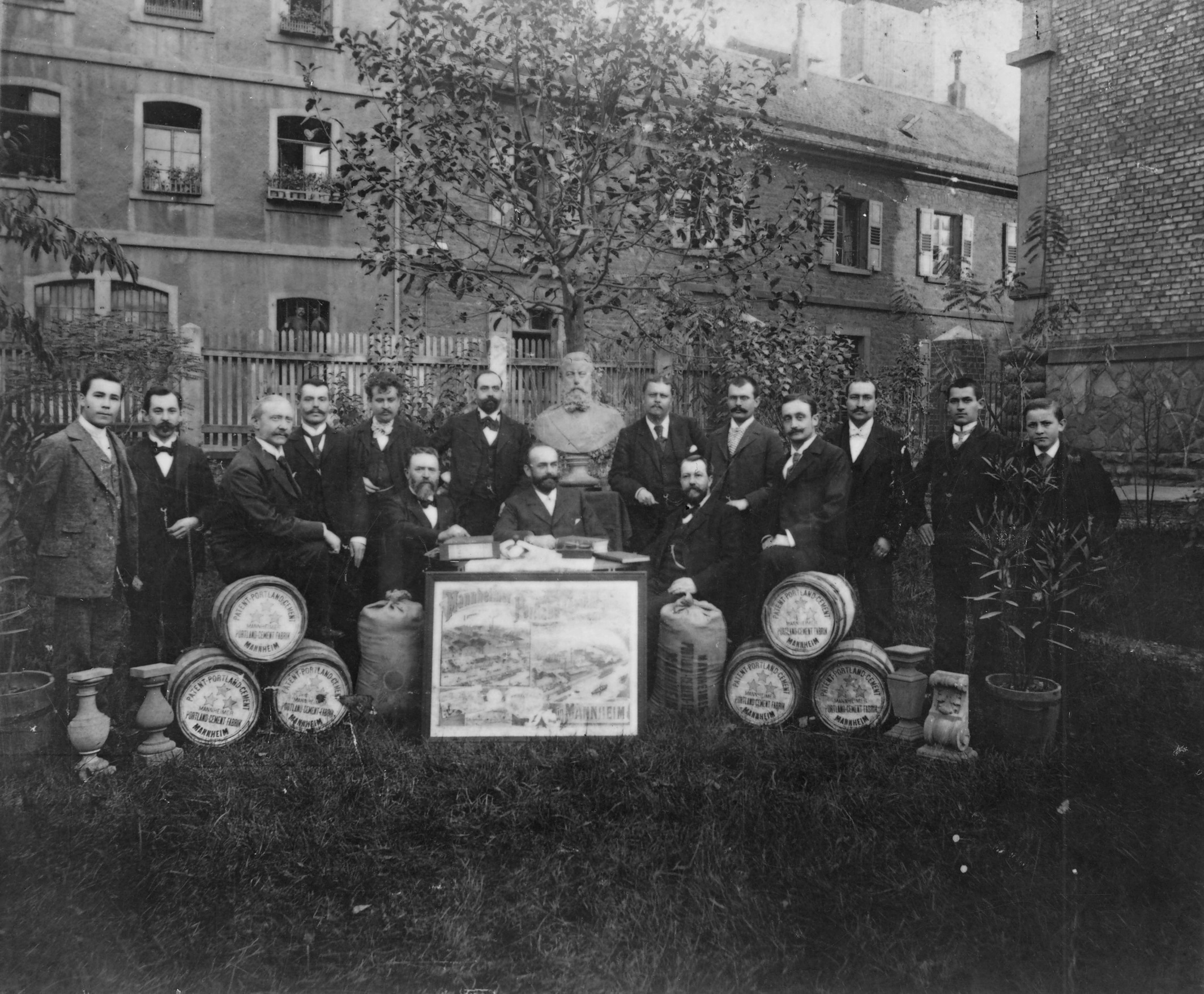
Angestellte der Mannheimer Portland-Cementfabrik vor der Fusion mit den Portland-Cement-Werken Heidelberg. Links am Tisch Christoph Riehm, in der Mitte Wilhelm Merz, 1901

Am 12. Januar 1881 übernahm Wilhelm Merz in Mannheim die technische Leitung der Mannheimer Portland-Cement-Fabrik und ersetzte den bisherigen Geschäftsführer Georg Zwiffelhoffer. Unter seiner Leitung sollte die Zementfabrik in Mannheim bald eine neue Blütezeit erleben. Im Juni 1901 fusionierte die Mannheimer Fabrik mit den Portland-Cement-Werken Heidelberg, vorm. Schifferdecker & Söhne. Die Produktion verlagerte sich von Mannheim zunehmend nach Heidelberg und im Jahre 1902 wurde die Anlage in Mannheim endgültig stillgelegt. Die Verschmelzung beider Betriebe brachte auch für Ludwig Wilhelm Merz eine Veränderung seiner Arbeitsverhältnisse mit sich. Nach seiner langjährigen Tätigkeit in Mannheim, verlegte er jetzt seinen Schwerpunkt nach Heidelberg. In der Portland-Cement-Werke Heidelberg und Mannheim AG, blieb er weiterhin Direktor.
Nachdem das Heidelberger Werk im Jahre 1895 bis auf die Grundmauern niedergebrannt war, war die Fabrik in Leimen bei den Steinbrüchen neu aufgebaut worden. Die Umstellung auf Drehöfen 1902 brachte einen kompletten Umbau des neuen Werkes mit sich. Auch hier war Merz maßgeblich beteiligt. Zudem war Merz auch als Direktor der Portland-Cement-Fabrik in Offenbach am Main tätig. Zur Zementfabrik in Weisenau hatte er eine besondere Beziehung und machte verschiedene Stiftungen zu Arbeiterwohlfahrtszwecken, aus welchen die „Wilhelm-Merz-Stiftung“ hervorging. Ebenso wurde er im Mai 1904 Vorsitzender des Aufsichtsrats des Portland-Cementwerkes in Diedersheim-Neckarelz. Ferner wirkte er als Aufsichtsratsmitglied der Vereinigung süddeutscher Kalkwerke in Bruchsal sowie als Vorsitzender der Süddeutschen Zementexport-Vereinigung in Heidelberg mit. Merz engagierte sich aber nicht nur in der Zementindustrie, er zeigte großes Interesse an allen sozialpolitischen und wirtschaftlichen Entwicklungen, so dass er Mitglied in einigen gemeinnützigen als auch wirtschaftlichen Unternehmungen war. Unter anderem betätigte er sich in der Badischen Gesellschaft für Dampfkesselüberwachung, im Badischen Heimatdank (Kriegsbeschädigtenfürsorge) in Karlsruhe, in der Gießerei AG Flink in Mannheim sowie in der Nordseesanatorium GmbH Dr. Gmelin in Wyck auf der nordfriesischen Insel Föhr. Er gehörte auch dem Verein Deutscher Ingenieure (VDI) und dem Mannheimer Bezirksverein des VDI an.

### Tätigkeit bei der Steinbruchs-Berufsgenossenschaft
Neben seinen Aktivitäten im Rahmen wirtschaftlicher Anliegen hatte er auch im sozialpolitischen Bereich vielfache Ehrenämter inne. Im Jahre 1885 übernahm er in der Steinbruchs-Berufsgenossenschaft eine stellvertretende Position im Vorstand der Sektion II und wurde zur Vertretung eines Abgeordneten ernannt. Hier setzte er sich vor allem für die Arbeitssicherheit und den Gesundheitsschutz ein. Vier Jahre später wurde er selbst in den Sektionsvorstand gewählt und übernahm schließlich im Jahre 1898 die Leitung der Sektion II. Darüber hinaus wurde er im gleichen Jahr Mitarbeiter des Genossenschaftsvorstandes. Am 27. Juni 1918 wurde er in den Vorstand der Steinbruchs-Berufsgenossenschaft gewählt, dem er bereits seit 1905 als stellvertretender Vorsitzender angehörte. Ludwig Wilhelm Merz war hier 20 Jahre seines Lebens als aktives Mitglied tätig.
Wegen seiner sozial-politischen Verdienste erhielt er im Jahre 1910 die 2. Klasse des Ordens vom Zähringer Löwen und für seine Verdienste während des Ersten Weltkrieges das Badische Verdienstkreuz für Kriegshilfe.

### Verleihung des Ehrenbürgerrechts
Trotz seiner zahlreichen Lebensstationen in Württemberg, Baden und dem Rheinland und der starken Inanspruchnahme durch seinen Beruf sowie des darüber hinaus gehenden sozialen Engagements blieb er immer seiner Heimatstadt Aalen treu. Er versuchte, wann immer es möglich war, hier ein paar freie Tage zu verbringen. Er engagierte sich mit Freude und großem Interesse für verschiedene örtliche Stiftungen, unter anderem für Schulen, wie zum Beispiel die Parkschule (heutiges Schubart-Gymnasium) und andere wohltätige Zwecke. Außerdem setzte er sich für die Einrichtung des Sitzungssaales im Rathaus ein. Somit wurde ihm am 4. März 1912 von der Stadt Aalen anlässlich der Einweihung der Parkschule „in Anerkennung seiner großen Verdienste um die Industrie, seiner treuen Anhänglichkeit an die alte Heimat und seiner oft bewiesenen Grossherzigkeit und Wohltätigkeit das Ehrenbürgerrecht verliehen.“